# Simon de Labrique
Simon de Labrique (* im 16. Jahrhundert im Hochstift Lüttich; † 3. März 1656 in Kollersried) war ein belgischer Jurist und als Vizekanzler des Pfalzgrafen Wolfgang Wilhelm von Pfalz-Neuburg maßgeblich an der Durchführung der Gegenreformation im Herzogtum Pfalz-Sulzbach,  besonders an der Rekatholisierung von Sulzbach, Hilpoltstein und Heideck, beteiligt. Er nahm an den Verhandlungen in Münster teil, die 1648 zum Westfälischen Frieden geführt haben. 

## Leben
Simon de Labrique war zunächst in seiner Heimat Soldat unter dem Kurfürsten Ernst von Bayern, bei dem auch sein Vater in Diensten war.
1601 immatrikulierte er sich an der Universität Ingolstadt im Fach Rechtswissenschaften und wurde er dort 1605 Professor der Rechte für ein Salär von 150 fl.Goldgulden, später erhöht auf 250 fl. zuzüglich Erstattung der Umzugskosten (100 fl.). 1611 wurde er ordentlicher Professor und Ordinarius und übernahm nach dem Tode des Canisius auch das canonische Recht. Sein Gehalt lag bei 450 fl. 1662 trat er in den Dienst des Herzogtums Pfalz-Neuburg und wurde dort 1627 Geheimrat und Vizekanzler des Pfalzgrafen Wolfgang Wilhelm von Pfalz-Neuburg.
Am 8. März des Jahres erhielt der Pfalzgraf vom Kaiser ein Mandat, das die seit 1618 schwelenden Steuerstreitigkeiten mit Sulzbach in seinem Sinn regelte und klarstellte, dass die Untertanen ihm gegenüber Gehorsam schuldig seien. Dies war ein Signal für die Durchführung der Gegenreformation, die auf den Widerstand der Sulzbacher und auch auf den des Pfalzgrafen August stießen. August war Lutheraner, während sein Bruder Wolfgang Wilhelm der katholischen Liga angehörte. 
Labrique führte diese Maßnahmen mit besonderer Rücksichtslosigkeit durch.
Auch im Amt Floß vertrieb er mit anderen Gesinnungsgenossen protestantische Geistliche und andere Kirchenbedienstete.
In den Jahren von 1637 bis 1645 war er Landrichter in Burglengenfeld und später in Parkstein. 
Von 1646 an war er einer der vier Gesandten der Pfalzgrafschaft auf dem Westfälischen Friedenskongress in Münster.
1649/1650 war er gemeinsam mit Wolff Michael Silbermann und drei weiteren Männern Vertreter der Pfalz-Sulzbach auf dem Nürnberger Exekutionstag.
Er war Pfleger in Burgheim, wo die Schweden während des Dreißigjährigen Krieges 1631/1632 wüteten und die Kirche zerstörten.
Labrique heiratete 1592 in Lüttich Johanna de Stabii. Aus der Ehe stammten die Kinder Max (* 1607), Ferdinand (* 1609), Isabella Maria (* 1612) und Maria Isabella (* 1620).
Er hatte die Hofmark Kollersried käuflich erworben. Dort starb er am 3. März 1656 und wurde in der St. Jakobus-Kirche beigesetzt.

## Ehrungen
Am 6. Mai 1626 in Prag durch den Kaiser Erhebung in den Reichsritterstand als Libricq de Lanoy und Steinförde wegen seiner Verdienste bei der Gegenreformation